# Coupe du monde de baseball 1984
La Coupe du monde de baseball 1984 est la 28e édition de cette épreuve mettant aux prises les meilleures sélections nationales. La phase finale s'est tenue du 14 au 28 octobre 1984 à Cuba dans les stades de La Havane, Santiago de Cuba et Holguín.

## Format du tournoi
Les treize équipes participantes sont réparties en deux groupes de six et sept équipes (groupes A et B). Chaque sélection joue contre les autres équipes de son groupe lors du premier tour. Les quatre meilleures équipes de chaque groupe se qualifient pour le deuxième tour sous forme d'une poule unique de huit équipes (groupe C). Les cinq équipes non qualifiées pour le groupe C s'affrontent au sein du groupe D pour déterminer les places 9 à 13.
Si une équipe mène de plus de 10 points après le début de la 7e manche, le match est arrêté (mercy rule).

## Classement final
| Pl.                | Sélection              |
| ------------------ | ---------------------- |
| Médaille d'or      | Cuba                   |
| Médaille d'argent  | Taïwan                 |
| Médaille de bronze | États-Unis             |
| 4                  | Japon                  |
| 5                  | Corée du Sud           |
| 6                  | Panama                 |
| 7                  | Nicaragua              |
| 8                  | Porto Rico             |
| 9                  | Venezuela              |
| 10                 | Antilles néerlandaises |
| 11                 | Italie                 |
| 12                 | Rép. dominicaine       |
| 13                 | Pays-Bas               |

## Résultats

### Premier tour

#### Groupe A
| Date       | Heure | Stade     | Recevant               | Visiteur               | Score   | Notes      |
| ---------- | ----- | --------- | ---------------------- | ---------------------- | ------- | ---------- |
| 14 octobre | 21h00 | La Havane | Cuba                   | Italie                 | 6 - 5   |            |
| 14 octobre | 14h00 | La Havane | Nicaragua              | Antilles Néerlandaises | 8 - 5   |            |
| 14 octobre | 14h00 | La Havane | Puerto Rico            | Venezuela              | 3 - 2   | 11 manches |
| 15 octobre | 14h00 | La Havane | Japon                  | Antilles Néerlandaises | 7 - 1   |            |
| 15 octobre | 17h00 | La Havane | Venezuela              | Italie                 | 6 - 0   |            |
| 15 octobre | 21h00 | La Havane | Cuba                   | Puerto Rico            | 4 - 5   |            |
| 16 octobre | 13h30 | La Havane | Puerto Rico            | Italie                 | 2 - 4   |            |
| 16 octobre | 17h00 | La Havane | Japon                  | Nicaragua              | 11 - 2  |            |
| 16 octobre | 20h30 | La Havane | Venezuela              | Cuba                   | 0 - 13  |            |
| 17 octobre | 13h30 | La Havane | Puerto Rico            | Nicaragua              | 5 - 1   |            |
| 17 octobre | 17h00 | La Havane | Italie                 | Japon                  | 1 - 9   |            |
| 17 octobre | 20h30 | La Havane | Antilles Néerlandaises | Cuba                   | 2 - 9   |            |
| 18 octobre | 13h30 | La Havane | Venezuela              | Japon                  | 1 - 4   |            |
| 18 octobre | 17h30 | La Havane | Italie                 | Nicaragua              | 4 - 11  |            |
| 18 octobre | 21h00 | La Havane | Antilles Néerlandaises | Puerto Rico            | 1 - 7   |            |
| 19 octobre | 13h30 | La Havane | Antilles Néerlandaises | Venezuela              | 1 - 8   |            |
| 19 octobre | 17h00 | La Havane | Japon                  | Puerto Rico            | 11 - 3  |            |
| 19 octobre | 20h30 | La Havane | Nicaragua              | Cuba                   | 0 - 10  | 7 manches  |
| 20 octobre | 13h30 | La Havane | Italie                 | Antilles Néerlandaises | 19 - 20 | 10 manches |
| 20 octobre | 18h00 | La Havane | Nicaragua              | Venezuela              | 3 - 2   |            |
| 20 octobre | 21h00 | La Havane | Cuba                   | Japon                  | 3 - 1   |            |

| Pl. | Équipe                 | J | V | D | PM | PC | %    |
| --- | ---------------------- | - | - | - | -- | -- | ---- |
| 1   | Cuba                   | 6 | 5 | 1 | 45 | 13 | .833 |
| 2   | Japon                  | 6 | 5 | 1 | 43 | 11 | .833 |
| 3   | Porto Rico             | 6 | 4 | 2 | 25 | 23 | .667 |
| 4   | Nicaragua              | 6 | 3 | 3 | 25 | 37 | .500 |
| 5   | Venezuela              | 6 | 2 | 4 | 19 | 24 | .333 |
| 6   | Antilles néerlandaises | 6 | 1 | 5 | 30 | 58 | .167 |
| 7   | Italie                 | 6 | 1 | 5 | 33 | 54 | .167 |

J : rencontres jouées, V : victoires, D : défaites, PM : points marqués, PC : points concédés, % : pourcentage de victoire.

#### Groupe B
| Date       | Heure | Stade    | Recevant               | Visiteur               | Score  | Notes      |
| ---------- | ----- | -------- | ---------------------- | ---------------------- | ------ | ---------- |
| 14 octobre | 15h00 | Santiago | États-Unis             | Corée du Sud           | 3 - 0  |            |
| 15 octobre | 13h30 | Santiago | République Dominicaine | Corée du Sud           | 1 - 0  | 12 manches |
| 15 octobre | 19h00 | Santiago | Pays-Bas               | Taiwan                 | 3 - 2  |            |
| 15 octobre | 22h00 | Santiago | États-Unis             | Panama                 | 7 - 1  |            |
| 16 octobre | 13h30 | Santiago | Taiwan                 | Panama                 | 4 - 5  |            |
| 16 octobre | 18h30 | Santiago | États-Unis             | République Dominicaine | 3 - 0  |            |
| 16 octobre | 21h30 | Santiago | Corée du Sud           | Pays-Bas               | 2 - 1  |            |
| 17 octobre | 13h30 | Santiago | Pays-Bas               | États-Unis             | 2 - 4  |            |
| 17 octobre | 17h00 | Santiago | Panama                 | République Dominicaine | 2 - 1  |            |
| 17 octobre | 20h30 | Santiago | Corée du Sud           | Taiwan                 | 2 - 0  |            |
| 18 octobre | 13h30 | Santiago | République Dominicaine | Pays-Bas               | 2 - 0  |            |
| 20 octobre | 10h00 | Santiago | Panama                 | Corée du Sud           | 4 - 1  |            |
| 20 octobre | 13h30 | Santiago | Taiwan                 | États-Unis             | 6 - 1  |            |
| 19 octobre | 13h30 | Santiago | Pays-Bas               | Panama                 | 1 - 2  |            |
| 19 octobre | 15h30 | Santiago | Taiwan                 | République Dominicaine | 12 - 2 | 8 manches  |

| Pl. | Équipe           | J | V | D | PM | PC | %    |
| --- | ---------------- | - | - | - | -- | -- | ---- |
| 1   | États-Unis       | 5 | 4 | 1 | 18 | 9  | .800 |
| 2   | Panama           | 5 | 4 | 1 | 14 | 14 | .800 |
| 3   | Corée du Sud     | 5 | 2 | 3 | 5  | 9  | .400 |
| 4   | Taïwan           | 5 | 2 | 3 | 24 | 13 | .400 |
| 5   | Rép. dominicaine | 5 | 2 | 3 | 6  | 17 | .400 |
| 6   | Pays-Bas         | 5 | 1 | 4 | 7  | 12 | .200 |

J : rencontres jouées, V : victoires, D : défaites, PM : points marqués, PC : points concédés, % : pourcentage de victoire.

### Deuxième tour

#### Groupe D (9e-13eplaces)
| Date       | Heure | Stade   | Recevant               | Visiteur               | Score  | Notes      |
| ---------- | ----- | ------- | ---------------------- | ---------------------- | ------ | ---------- |
| 22 octobre | 20h00 | Holguín | Antilles Néerlandaises | République Dominicaine | 9 - 8  |            |
| 23 octobre | 10h00 | Holguín | Italie                 | Pays-Bas               | 4 - 2  |            |
| 23 octobre | 10h00 | Holguín | République Dominicaine | Venezuela              | 1 - 2  |            |
| 23 octobre | 21h00 | Holguín | Pays-Bas               | Antilles Néerlandaises | 9 - 10 |            |
| 24 octobre | 17h00 | Holguín | Venezuela              | Pays-Bas               | 2 - 1  |            |
| 24 octobre | 20h30 | Holguín | Antilles Néerlandaises | Italie                 | 5 - 4  |            |
| 25 octobre | 17h00 | Holguín | Pays-Bas               | République Dominicaine | 4 - 5  |            |
| 25 octobre | 20h30 | Holguín | Italie                 | Venezuela              | 3 - 5  |            |
| 26 octobre | 11h00 | Holguín | Venezuela              | Antilles Néerlandaises | 6 - 2  |            |
| 26 octobre | 17h00 | Holguín | République Dominicaine | Italie                 | 3 - 7  | 10 manches |

| Pl. | Équipe                 | J | V | D | PM | PC | %     |
| --- | ---------------------- | - | - | - | -- | -- | ----- |
| 9   | Venezuela              | 4 | 4 | 0 | 15 | 7  | 1.000 |
| 10  | Antilles néerlandaises | 4 | 3 | 1 | 26 | 27 | .750  |
| 11  | Italie                 | 4 | 2 | 2 | 18 | 15 | .500  |
| 12  | Rép. dominicaine       | 4 | 1 | 3 | 17 | 22 | .250  |
| 13  | Pays-Bas               | 4 | 0 | 4 | 16 | 21 | .000  |

J : rencontres jouées, V : victoires, D : défaites, PM : points marqués, PC : points concédés, % : pourcentage de victoire.

#### Groupe C (1re-8eplaces)
| Date       | Heure | Stade     | Recevant     | Visiteur     | Score  | Notes      |
| ---------- | ----- | --------- | ------------ | ------------ | ------ | ---------- |
| 22 octobre | 13h30 | La Havane | États-Unis   | Nicaragua    | 8 - 2  |            |
| 22 octobre | 17h00 | La Havane | Japon        | Taiwan       | 4 - 3  |            |
| 22 octobre | 17h00 | La Havane | Puerto Rico  | Corée du Sud | 1 - 3  |            |
| 22 octobre | 20h30 | La Havane | Panama       | Cuba         | 6 - 10 |            |
| 23 octobre | 13h30 | La Havane | Nicaragua    | Japon        | 4 - 2  |            |
| 23 octobre | 17h00 | La Havane | Taiwan       | États-Unis   | 0 - 7  |            |
| 23 octobre | 17h00 | La Havane | Panama       | Puerto Rico  | 8 - 2  |            |
| 23 octobre | 20h30 | La Havane | Cuba         | Corée du Sud | 5 - 0  |            |
| 24 octobre | 13h30 | La Havane | Nicaragua    | Panama       | 1 - 4  |            |
| 24 octobre | 17h00 | La Havane | États-Unis   | Puerto Rico  | 5 - 7  |            |
| 24 octobre | 17h00 | La Havane | Corée du Sud | Taiwan       | 0 - 3  |            |
| 24 octobre | 20h30 | La Havane | Japon        | Cuba         | 4 - 14 |            |
| 25 octobre | 13h30 | La Havane | Japon        | Panama       | 4 - 3  | 10 manches |
| 25 octobre | 17h00 | La Havane | Puerto Rico  | Taiwan       | 2 - 4  |            |
| 25 octobre | 17h00 | La Havane | États-Unis   | Corée du Sud | 6 - 5  | 10 manches |
| 25 octobre | 20h30 | La Havane | Nicaragua    | Cuba         | 7 - 16 |            |
| 26 octobre | 13h30 | La Havane | Puerto Rico  | Nicaragua    | 2 - 3  |            |
| 26 octobre | 17h00 | La Havane | Corée du Sud | Japon        | 4 - 5  |            |
| 26 octobre | 17h00 | La Havane | Panama       | États-Unis   | 4 - 3  |            |
| 26 octobre | 20h30 | La Havane | Cuba         | Taiwan       | 4 - 7  |            |
| 27 octobre | 13h30 | La Havane | Corée du Sud | Panama       | 6 - 4  |            |
| 27 octobre | 17h00 | La Havane | États-Unis   | Japon        | 4 - 2  |            |
| 27 octobre | 17h00 | La Havane | Taiwan       | Nicaragua    | 5 - 3  | 5 manches  |
| 27 octobre | 20h30 | La Havane | Cuba         | Puerto Rico  | 7 - 5  |            |
| 28 octobre | 13h30 | La Havane | Corée du Sud | Nicaragua    | 8 - 1  |            |
| 28 octobre | 13h30 | La Havane | Taiwan       | Panama       | 3 - 1  |            |
| 28 octobre | 17h00 | La Havane | Japon        | Puerto Rico  | 1 - 2  |            |
| 28 octobre | 20h30 | La Havane | Cuba         | États-Unis   | 10 - 1 |            |

| Pl. | Équipe       | J | V | D | PM | PC | %    |
| --- | ------------ | - | - | - | -- | -- | ---- |
| 1   | Cuba         | 7 | 6 | 1 | 66 | 30 | .857 |
| 2   | Taïwan       | 7 | 5 | 2 | 25 | 21 | .714 |
| 3   | États-Unis   | 7 | 4 | 3 | 34 | 30 | .571 |
| 4   | Japon        | 7 | 3 | 4 | 22 | 34 | .429 |
| 5   | Corée du Sud | 7 | 3 | 4 | 26 | 25 | .429 |
| 6   | Panama       | 7 | 3 | 4 | 30 | 29 | .429 |
| 7   | Nicaragua    | 7 | 2 | 5 | 21 | 45 | .286 |
| 8   | Porto Rico   | 7 | 2 | 5 | 21 | 31 | .286 |

J : rencontres jouées, V : victoires, D : défaites, PM : points marqués, PC : points concédés, % : pourcentage de victoire.